# NLite
nLite é um software para customizar/personalizar a instalação e CDs dos sistemas operacionais da Microsoft: Windows XP, 2000 e 2003.
Com este software, o usuário é capaz de integrar diversos drivers para dispositivos como placa de vídeo, som, rede ou mesmo SATA.

Em Setembro de 2014 foi lançado oficialmente o NTLite, com suporte aos Windows 7, 8, 8.1 e 10. 
Página oficial de download aqui.

## Características
Principais características que o software dispoem:
- Integração de drivers;
- Integração de Service packs;
- Integração de Hotfixes;
- Integração de softwares de terceiros;
- Personalização da instalação inicial do Windows;
- Remoção de componentes do CD de instalação do Windows;
- Criação de imagem, para posteriormente gravar em um CD;
- Mudanças para otimizar o Windows.